# Ніч на четвертому колі
«Ніч на четвертому колі» (рос. «Ночь на четвёртом круге») — радянський художній фільм 1981 року, знятий режисером Ігорем Усовим на кіностудії «Ленфільм».

## Сюжет
На вузлову залізничну станцію поза розкладом має підійти потяг з атомним реактором. Пропустити його — значить зірвати рух інших поїздів. Черговий бере на себе відповідальність та вирішує затримати позаплановий потяг. І тепер — протягом цієї ночі — він відстоюватиме своє рішення.

## У ролях
- Микола Волков — Євсєєв
- Євген Кіндінов — Ліньков
- Ольга Агєєва — Лідочка
- Валерій Захар'єв — Пилипков
- Олександр Самойлов — Кабардін
- Павло Кадочников — Гудзь
- Тетяна Іванова — Віра
- Олександр Пашутін — Валетов
- Кирило Грачов — Льоня
- Людмила Шагалова — матуся
- Валерій Кузін — тато
- Наталія Симонова — донька
- Тетяна Бобко — Настя
- Андрій Данилов — Слава
- Віктор Сибільов — Толя
- Олександр Александров — керівник бригади
- Олена Андерегг — диспетчер
- Євген Артем'єв — епізод
- Радій Афанасьєв — диспетчер
- Юрій Башков — Богдан Петрович Башков, машиніст
- Людмила Безугла — епізод
- Нора Грякалова — диспетчер
- Володимир Гордієнко — епізод
- Лілія Гурова — епізод
- Л. Ісаєва — епізод
- Тетяна Канаєва — Селіверстова, диспетчер
- Петро Кадочников — епізод
- Володимир Кузєнков — епізод
- Анатолій Петров — епізод
- Валентина Пугачова — енергодиспетчер
- Олександра Пуліна — епізод
- Володимир Самойлов — начальник на рибалці
- Олена Ставрогіна — диспетчер
- Ніна Тер-Осипян — Віолетта Сергіївна, вахтер
- Леонід Тихомиров — епізод
- Любов Тищенко — залізничниця з відрами
- Володимир Юр'єв — солдат

## Знімальна група
- Режисер — Ігор Усов
- Сценарист — Петро Попогребський
- Оператор — Євген Шапіро
- Композитор — Надія Симонян
- Художник — Ігор Вускович